# كنيسة سانت لورانس، لندن

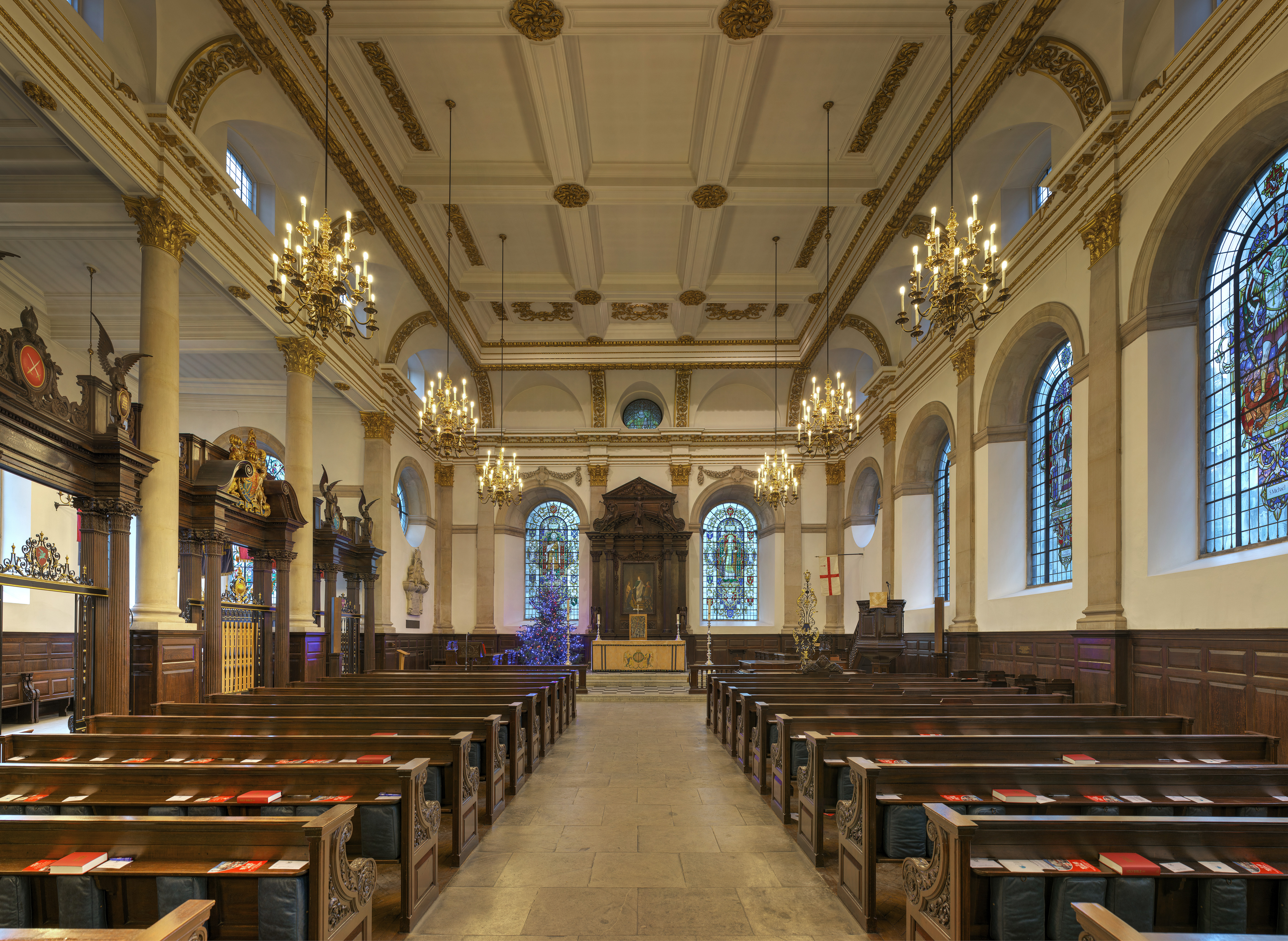
الداخلية لليهود سانت لورانس

كنيسة سانت لورانس يهودية هي كنيسة نقابة كنيسة إنجلترا في مدينة لندن في شارع غريشام بجانب جيلدهال. تم تدميره في حريق لندن الكبير في عام 1666 وأعيد بناؤه وفقًا لتصاميم السير كريستوفر رين. إنها الكنيسة الرسمية لورد مايور لندن.

## التاريخ

### عصر القرون الوسطى
بنيت الكنيسة في الأصل في القرن الثاني عشر وهي مكرسة للقديس لورانس. العلم المركب في الكنيسة حالية هو على شكل روح الشهيد.  تقع الكنيسة بالقرب من الحي اليهودي السابق في العصور الوسطى ،  في شارع يسمى اليهود القدامى.  من عام 1280 يعتبر ضمن كلية باليول، أكسفورد .
بشر السير توماس مور في الكنيسة القديمة على هذا الموقع. 

### القرن ال 17
في عام 1618 تم إصلاح الكنيسة ، وتم ملء جميع النوافذ بزجاج ملون يدفعه مانحون أفراد.
تم تدمير كنيسة القرون الوسطى في حريق لندن العظيم وأعيد بناؤها بين 1670 و 1687من قبل كريستوفر رين. توحدت الرعية مع كنيسة القديسة مريم المجدلية ميلك ستريت ، التي لم يتم إعادة بنائها.  تواجه الكنيسة بالكامل من الحجر مع جبهة شرقية كبيرة عليها أربعة أعمدة كورنثية مرفقة مرفوعة على قبو، تدعم تمرينًا على العلية العالية. وصف جورج جودوين ، الذي كتب في عام 1839 ، تفاصيل هذه الواجهة بأنها تعرض «نقاء شعور يكاد يكون إغريقيًا» ، في حين أشار إلى أن حركة Wren تعمل فقط كزينة سطحية للجدار ، بدلاً من ، كما هو الحال في العمارة الكلاسيكية ، تشكل تمديد السقف.

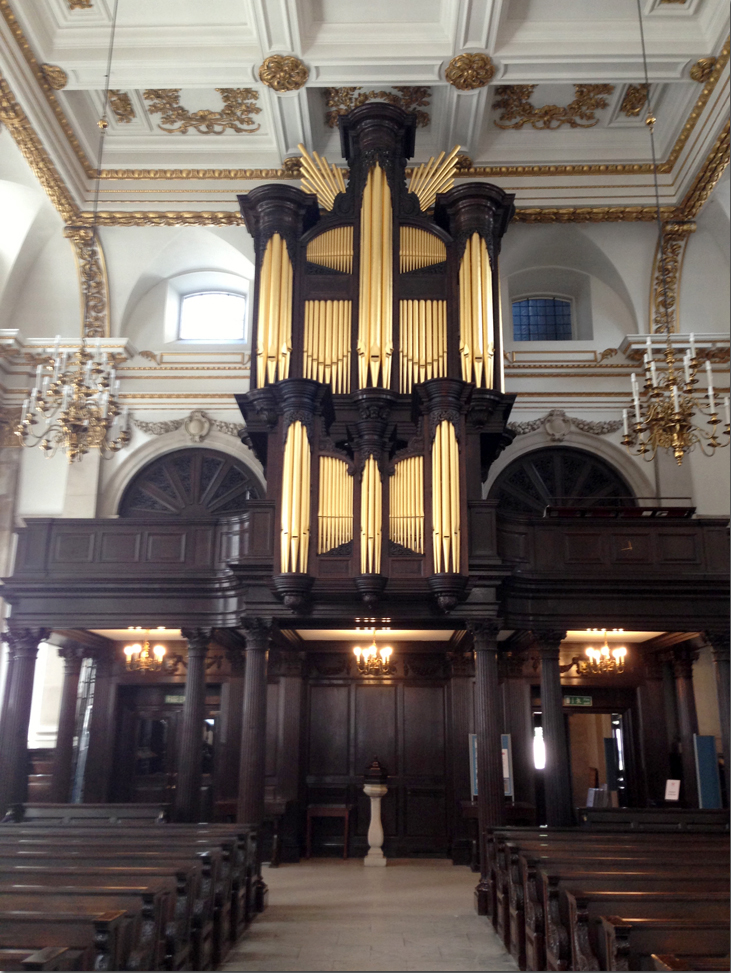
الداخلية ، باتجاه الشرق باتجاه العضو في الجزء الخلفي من الكنيسة

### القرن ال 20
عانت الكنيسة من أضرار جسيمة خلال الغارة في 29 ديسمبر 1940، وبعد الحرب وافقت مدينة لندن على ترميمها حيث لم يكن لدى كلية باليول أي أموال للقيام بذلك. تم ترميمه في عام 1957 من قبل سيسي براون إلى التصميم الأصلي لم تعد كنيسة أبرشية بل كنيسة نقابة نقل الحارس إلى المدينة ككنيستها الرسمية.

## النائبون (قائمة غير مكتملة)
- 1566–1570 ويليام بالمر [10]
- 1578–1581 صموئيل بيركنز [11]
- 1650–1656 كان ريتشارد فاينز وزيراً [12]
- 1661–1662 سيث وارد [13]
- 1662–1668 جون ويلكينز [14]
- 1668–1683 بنيامين واتسكوت [15]
- 1686–1721 جون مابلتوفت [16]
- 1898–1920 جيمس ستيفن باراس [17]
- 2007 – حتى الآن القس كانون ديفيد باروت [18]